# Trung tá
Trong Quân đội nhân dân Việt Nam, đây là quân hàm sĩ quan trung cấp, có 2 sao cấp tá, trên cấp Thiếu tá (1 sao cấp tá) và dưới cấp Thượng tá (3 sao cấp tá). Quân hàm này thường đảm nhiệm chức vụ Trung đoàn trưởng hoặc trung đoàn phó, lữ đoàn phó.
Trong Quân lực Việt Nam Cộng hòa và ở quân đội đa số các nước (ở Quân đội Hoa Kỳ và Quân đội Anh gọi là lieutenant colonel), cũng là 2 sao cấp tá. Đây là quân hàm sĩ quan trên cấp thiếu tá (1 sao cấp tá), dưới cấp Đại tá (3 sao cấp tá) và thường đảm nhiêm chức trung đoàn trưởng hoặc phó
Trong Công an Nhân dân Việt Nam sĩ quan cấp trung tá thường đảm nhiệm chức vụ từ Trưởng Công an phường, xã, thị trấn, đội trưởng của các đội đến trưởng công an quận, huyện, thị xã và thành phố thuộc tỉnh

## Cấp hiệu Trung tá trong một số quốc gia

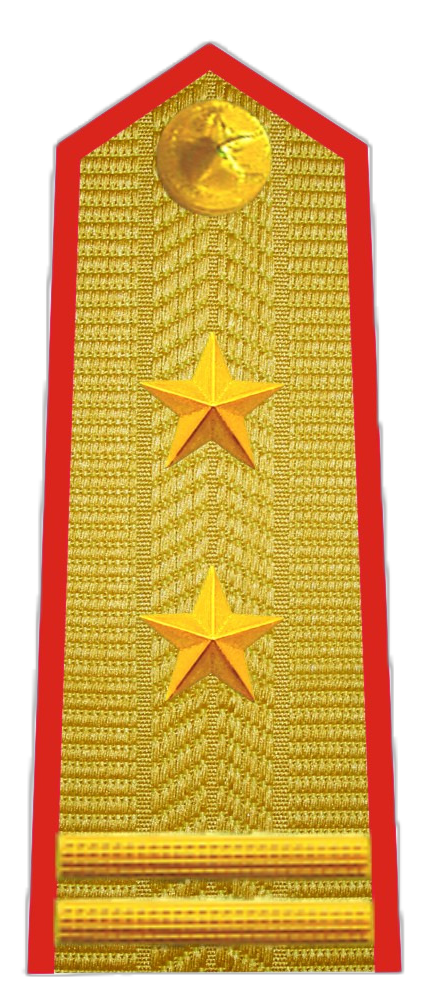
Cấp hiệu Trung tá Lục quân Việt Nam
Cấp hiệu Lieutenant Colonel quân đội Mỹ
Cấp hiệu مقدم Lực lượng vũ trang Ai Cập
Cấp hiệu វរទោ Lực lượng Vũ trang Hoàng gia Campuchia
Cấp hiệu подполковник Lực lượng vũ trang Liên Bang Nga
Cấp hiệu 上校 Lục quân Quân Giải phóng Nhân dân Trung Hoa
Cấp hiệu Everstiluutnantti Överstelöjtnant Lục quân Phần Lan